# Brummen
Brummen é um município dos Países Baixos, situado na província da Guéldria. Tem 85,01 km² de área e sua população em 2020 foi estimada em 20.838 habitantes.